# Seyed Mehrdad Rokni
Seyed Mehrdad Rokni (11 de noviembre de 1972) es un deportista iraní que compitió en taekwondo. Ganó una medalla de plata en el Campeonato Mundial de Taekwondo de 1995, y una medalla de plata en el Campeonato Asiático de Taekwondo de 1996.

## Palmarés internacional
| Campeonato Mundial  | Campeonato Mundial    | Campeonato Mundial | Campeonato Mundial |
| Año                 | Lugar                 | Medalla            | Categoría          |
| ------------------- | --------------------- | ------------------ | ------------------ |
| 1995                | Manila (Filipinas)    | Medalla de plata   | –54 kg             |
| Campeonato Asiático |                       |                    |                    |
| Año                 | Lugar                 | Medalla            | Categoría          |
| 1996                | Melbourne (Australia) | Medalla de plata   | –54 kg             |